# Cratere di Loganča
Loganča (in russo Логанча?) è un cratere d'impatto situato nella Siberia, una delle repubbliche autonome della Federazione Russa. Il suo diametro misura circa 20 km e la sua età è stimata a 40 ± 20 milioni di anni (periodo Eocene).